# The Secrets of Da Vinci: The Forbidden Manuscript
The Secrets of Da Vinci: The Forbidden Manuscript — компьютерная игра в жанре квеста, разработанная совместно студиями Kheops Studio, Mzone Studio, Totem Studio и Elektrogames и изданная Nobilis в Европе и Tri Synergy в Северной Америке в 2006 году на PC. В России была выпущена компанией «Новый Диск» под названием «Тайна да Винчи: Потерянный манускрипт» с полной локализацией текста и озвучки. В 2009 был выпущен порт на Mac OS X, а в 2011 — на iOS.

## Игровой процесс
The Secrets of Da Vinci: The Forbidden Manuscript представляет собой point-and-click квест с видом от первого лица. Управляя главным героем, игрок может перемещаться между локациями и осматривать их, собирать предметы, разговаривать с персонажами и взаимодействовать с активными точками. Собранные предметы хранятся в инвентаре, там же находятся найденные документы, дающие сюжетную информацию и подсказки для прохождения. При этом, в отличие от предыдущих игр Kheops Studio, предметы нельзя комбинировать непосредственно в инвентаре — нужно найти соответствующий верстак или устройство.
Прохождение игры нелинейно: не все действия обязательны для выполнения, и у многих головоломок есть несколько способов решения. Кроме того, в The Secrets of Da Vinci: The Forbidden Manuscript имеется система морали, представленная в виде двух шкал — с ангелом и демоном, — которые заполняются в зависимости от поступков персонажа. Это влияет на доступные игроку действия: например, при высоком значении «хорошей» шкалы главный герой откажется воровать. Значения шкал можно менять за счёт очков, выдаваемых за решение головоломок.

## Сюжет
Действие игры происходит в 1522 году. Главным героем является Вальдо, бывший ученик леонардеска Франческо Мельци, изгнанный им за создание и продажу копии работы Леонардо да Винчи. Вальдо прибывает в Кло-Люсе, замок, где умер великий живописец. Официальная цель его визита — изучить созданные да Винчи механизмы и найти набросок «Битвы при Ангиари». На самом же деле главный герой был нанят анонимным заказчиком, чтобы раздобыть утраченный кодекс да Винчи. Для этого ему нужно завоевать доверие нынешней хозяйки замка, фаворитки Франциска I Мари Бабу де Бурдезье.

## Разработка
Игра была анонсирована в сентябре 2005 года под названием Da Vinci Experience; в январе 2006 года разработчики объявили о смене названия. The Secrets of Da Vinci: The Forbidden Manuscript была создана в сотрудничестве с музеем Кло-Люсе, что позволило с большой точностью воссоздать внешний вид и интерьеры замка, а также соблюсти историческую достоверность.

## Отзывы
| Сводный рейтинг       | Сводный рейтинг |
| Агрегатор             | Оценка          |
| --------------------- | --------------- |
| GameRankings          | 69,33 %         |
| Metacritic            | 69/100          |
| Иноязычные издания    |                 |
| Издание               | Оценка          |
| Eurogamer             | 6/10            |
| GameSpot              | 6,5/10          |
| GameZone              | 6,3/10          |
| IGN                   | 7,1/10          |
| Jeuxvideo.com         | 16/20           |
| PC Zone               | 25 %            |
| Adventure Gamers      | [ 2 ]           |
| Русскоязычные издания |                 |
| Издание               | Оценка          |
| Absolute Games        | 72 %            |
| «PC Игры»             | 6,0/10          |
| «Страна игр»          | 7,5/10          |

The Secrets of Da Vinci: The Forbidden Manuscript получила смешанные отзывы критиков. Средний балл на Metacritic составил 69/100 на основе 14 обзоров, на GameRankings — 69,33 % на основе 15 рецензий.
Рецензенты высказывали мнение, что разработчики пытались сыграть на успехе романа Дэна Брауна «Код да Винчи» и его экранизации. Грег Мюллер с сайта GameSpot и Стив Баттс с IGN похвалили головоломки за логичность, но раскритиковали за необходимость многократного повторения одних и тех же действий. Обозреватель Eurogamer Даррен Аллен указал в качестве недостатков пиксель-хантинг и неудобный инвентарь. Марина Петрашко из «Страны игр» посчитала систему морали недоработанной, отметив, что игру можно без проблем пройти при среднем значении обеих шкал.